# Nicaragua op de Olympische Zomerspelen 1992
Nicaragua nam deel aan de Olympische Zomerspelen 1992 in Barcelona, Spanje, nadat het Midden-Amerikaanse land bij de vorige editie verstek had laten gaan.

## Deelnemers en resultaten

### Atletiek
| Olympiër        | Discipline   | Resultaat | Prestatie |
| --------------- | ------------ | --------- | --------- |
| William Aguirre | marathon (m) | 99e       | 2:34.18   |

### Boksen
| Olympiër     | Discipline | Resultaat | Prestatie                                                                                 |
| ------------ | ---------- | --------- | ----------------------------------------------------------------------------------------- |
| Eddy Sáenz   | -57kg (m)  | 17e       | 1ste ronde: V van DOM Damian: 14-23                                                       |
| Mario Romero | -67kg (m)  | 9e        | 1ste ronde: W van PAK Shah: 7-2 2de ronde: V van GER Otto: scheidsrechterlijke beslissing |

### Gewichtheffen
| Olympiër        | Discipline | Resultaat | Prestatie                                                   |
| --------------- | ---------- | --------- | ----------------------------------------------------------- |
| Alvaro Marenco  | -52kg (m)  | 11e       | trekken: 15de met 95kg stoten: 8ste met 125kg totaal: 220kg |
| Orlando Vásquez | -56kg (m)  | DNF       | trekken: geen geldige poging                                |

### Schietsport
| Olympiër      | Discipline           | Resultaat | Prestatie                                              |
| ------------- | -------------------- | --------- | ------------------------------------------------------ |
| Norman Ortega | 10m luchtpistool (m) | 11e       | kwalificatie: 35ste met 570 punten (94-94-96-95-97-94) |

### Wielersport
| Olympiër    | Discipline                    | Resultaat | Prestatie                                             |
| Baan        | Baan                          | Baan      | Baan                                                  |
| ----------- | ----------------------------- | --------- | ----------------------------------------------------- |
| Olga Sacasa | sprint (v)                    | DNF       | kwalificatie: 12de in 14,061 1ste ronde: niet gestart |
| Olga Sacasa | individuele achtervolging (v) | 16e       | kwalificatie: 16de in 4.32,671                        |
| Weg         |                               |           |                                                       |
| Olga Sacasa | wegwedstrijd (v)              | DNS       | niet gestart                                          |

### Worstelen
| Olympiër          | Discipline  | Resultaat   | Prestatie                                                 |
| Vrije stijl       | Vrije stijl | Vrije stijl | Vrije stijl                                               |
| ----------------- | ----------- | ----------- | --------------------------------------------------------- |
| Magdiel Gutiérrez | -100kg (m)  | 11e         | groep B: 6de V van HUN Kiss: 0-16 V van POL Radomski: 0-7 |

Albanië · Algerije · Amerikaanse Maagdeneilanden · Amerikaans-Samoa · Andorra · Angola · Antigua en Barbuda · Argentinië · Aruba · Australië · Bahama's · Bahrein · Bangladesh · Barbados · België · Belize · Benin · Bermuda · Bhutan · Bolivia · Bosnië en Herzegovina · Botswana · Brazilië · Britse Maagdeneilanden · Bulgarije · Burkina Faso · Canada · Centraal-Afrikaanse Republiek · Chili · China · Chinees Taipei · Colombia · Congo-Brazzaville · Cookeilanden · Costa Rica · Cuba · Cyprus · Denemarken · Djibouti · Dominicaanse Republiek · Duitsland · Ecuador · Egypte · El Salvador · Equatoriaal-Guinea · Estland · Ethiopië · Fiji · Filipijnen · Finland · Frankrijk · Gabon · Gambia · Gezamenlijk team · Ghana · Grenada · Griekenland · Groot-Brittannië · Guam · Guatemala · Guinee · Guyana · Haïti · Honduras · Hongarije · Hongkong · Ierland · IJsland · India · Indonesië · Irak · Iran · Israël · Italië · Ivoorkust · Jamaica · Japan · Jemen · Jordanië · Kaaimaneilanden · Kameroen · Kenia · Koeweit · Kroatië · Laos · Lesotho · Letland · Libanon · Libië · Liechtenstein · Litouwen · Luxemburg · Madagaskar · Malawi · Malediven · Maleisië · Mali · Malta · Marokko · Mauritanië · Mauritius · Mexico · Monaco · Mongolië · Mozambique · Myanmar · Namibië · Nederland · Nederlandse Antillen · Nepal · Nicaragua · Nieuw-Zeeland · Niger · Nigeria · Noord-Korea · Noorwegen · Oeganda · Oman · Oostenrijk · Pakistan · Panama · Papoea-Nieuw-Guinea · Paraguay · Peru · Polen · Portugal · Puerto Rico · Qatar · Roemenië · Rwanda · Saint Vincent‑Grenadines · Salomonseilanden · Samoa · San Marino · Saoedi-Arabië · Senegal · Seychellen · Sierra Leone · Singapore · Slovenië · Soedan · Spanje · Sri Lanka · Suriname · Swaziland · Syrië · Tanzania · Thailand · Togo · Tonga · Trinidad en Tobago · Tsjaad · Tsjecho-Slowakije · Tunesië · Turkije · Uruguay · Vanuatu · Venezuela · Verenigde Arabische Emiraten · Verenigde Staten · Vietnam · Zaïre · Zambia · Zimbabwe · Zuid-Afrika · Zuid-Korea · Zweden · Zwitserland · Onafhankelijke olympische deelnemers